# Kleitor (Eponym)
Kleitor (altgriechisch Κλείτωρ Kleítōr) ist eine Gestalt der griechischen Mythologie.
Er war ein Sohn des Azan und Enkel des Arkas, was seine Heimat verdeutlicht. Als mächtigster Fürst Arkadiens unterwarf er Kynosura und gründete im Nordwesten des Landstriches die Stadt Kleitor, welche er zu seiner Residenz machte.
In einer anderen Version der Legende ist Kleitor einer der fünfzig Söhne des Lykaon.